# Pui (gmina)
Pui – gmina w Rumunii, w okręgu Hunedoara. Obejmuje miejscowości Băiești, Federi, Fizești, Galați, Hobița, Ohaba-Ponor, Ponor, Pui, Râu Bărbat, Rușor, Șerel i Uric. W 2011 roku liczyła 4122 mieszkańców.